# Сунчани сат из Сремске Митровице
Сунчани сат из Сремске Митровице, данас вредан експонат сталне поставке лапидаријума Музеја Срема, изграђен је 100. године нове ере по захтеву Кратила Папија, једног од најбогатијих грађана Сирмијума. Пронађен на западном римском гробљу у Сирмијуму, најстарији је споменик своје врсте у источној Европи и као такав има значајан научни и културни значај.
Кратило Папије је наручио бели мермер са острва Брача, а ангажовао је вајара и астронома из Грчке. Вајар је, у људској величини, израдио Атласа који на леђима носи сунчани сат (небески свод), а иза његових леђа браћу Херкула и Ификла. Скулптура је јединствена у свету, јер је једина која приказује Херкуловог брата Ификла. Ификлов лик се, до открића ове скулптуре, налазио само на вазама, а те вазе су поседовали музеји Метрополитен и Лувр.
Сунчани сат је израђен у облику шкољке са урезаним радијалним линијама које означавају часове, а од казаљке је остао очуван само корен гвоздене шипке. Оно што овом монументалном сату даје практичну вредност је хоризонтална линија урезана по лучној линији шкољке. На ту линију пада сенка сваког 21. марта и означава да је прошла једна година. Астрономске и математичке анализе су показале да је та хоризонтална линија урађена веома прецизно и да је у савршеном складу са географском ширином Сремске Митровице, а да је сат буквално непогрешив.